# Katjonbyteskapacitet
Katjonbyteskapacitet eller CEC (eng. cation exchange capacity), är ett mått på en jords förmåga att binda katjoner genom jonbyte till jordpartiklarnas negativt laddade ytor. Måttet säger något om jordens förmåga att kvarhålla till exempel baskatjoner, vilka kan vara viktiga näringsämnen; dessutom kan jordar med högt CEC lättare neutralisera tillförsel av syra till exempel i form av surt regn.
Det är främst lermineral och det organiska materialet som bidrar till markens CEC. pH-värdet inverkar även på CEC, eftersom det organiska materialets negativa laddning ökar med ökande pH. Detta betyder att CEC ofta är lägre i jordar med lågt pH. De katjoner som är bundna till de negativt laddade ytorna och som alltså ingår i CEC benämns ofta som utbytbara eftersom de lätt byts ut mot andra katjoner. De utbytbara katjonerna delas in i två kategorier, baskatjoner och surt verkande katjoner; förhållandet dem emellan kallas basmättnadsgrad.
För att bestämma CEC används ofta en saltlösning som kan förtränga katjonerna från jordens negativt laddade ytor. Det finns två principiellt olika metoder för att göra detta:
- Effektiv CEC. Detta CEC-värde avses vara giltigt för jordens eget pH. Oftast används i Sverige en obuffrad bariumkloridlösning. Denna metod används för skogsmark där jorden ofta håller ett pH klart lägre än 7.
- CEC(pH 7). Genom att använda en buffrad acetatlösning kan man bestämma vad CEC är då pH är 7. Denna metod används ofta för jämföra olika jordar från jordbruksmark, och även när man är intresserad av att bestämma kalkbehovet.

Enheten för CEC är mmolc (millimol laddning eller milliekvivalenter per 100 gram jord. 
Motsatsen till katjonbyteskapacitet heter anjonbyteskapacitet. I svenska jordar är den senare dock generellt sett mycket låg.